# Alkmaar
Alkmaar (en français : Alcmaer) est une commune et ville néerlandaise, située en province de Hollande-Septentrionale, dans la région naturelle de la Frise-Occidentale.
La commune compte 112 896 habitants en 2024 sur une superficie d’environ 30 km2 : après Amsterdam et Haarlem, dont elle est distante d’une trentaine de kilomètres au nord, c’est la ville la plus importante de Hollande-Septentrionale par son nombre d’habitants.
Elle est constituée des villes, villages et/ou districts : Alkmaar, Koedijk (partiellement), Oudorp et Omval.

## Étymologie
Le nom est attesté sous différentes formes depuis le Moyen Âge : Allecmere (Xe siècle), Alcmere (1063), Alcmare (XIe et XIIe siècles) ou Alkmare (1132).
Celle-ci n'est pas assurée, cependant le dernier terme de maar (anciennement mere) signifie « lac », « mare » ou « marais » caractérise un amas peu profond qui fut asséché par le creusement du canal d'Amsterdam. Tandis que le premier terme de alk semble provenir du germanique signifiant « marécage » ou « temple ».
Une proposition cohérente pourrait reprendre une expression romane d'origine gallo-romaine « alec mer », signifiant « au lieu de l'étendue d'eau ou vers le lieu des étendues d'eau ». En effet, alec ou aluec signifie encore en ancien français vers 1190 dans les écrits de Jean Bodel « à l'endroit précis (endroit quelconque), ici » comme adverbe de lieu. Il peut se traduire adéquatement en latin par ad locum. Mais le terme qualifiant véritablement cet emplacement de l'ancienne Lotharingie est d'origine celtique, l'hydronyme « mer » désigne simplement une étendue d'eau vaste quelconque ou un lac dans les anciennes provinces romaines de Belgique et de Germanie. Ce n'est que la prononciation de ce toponyme préservé qui, avec le temps, a été influencée par les populations de langue germanique.

## Histoire

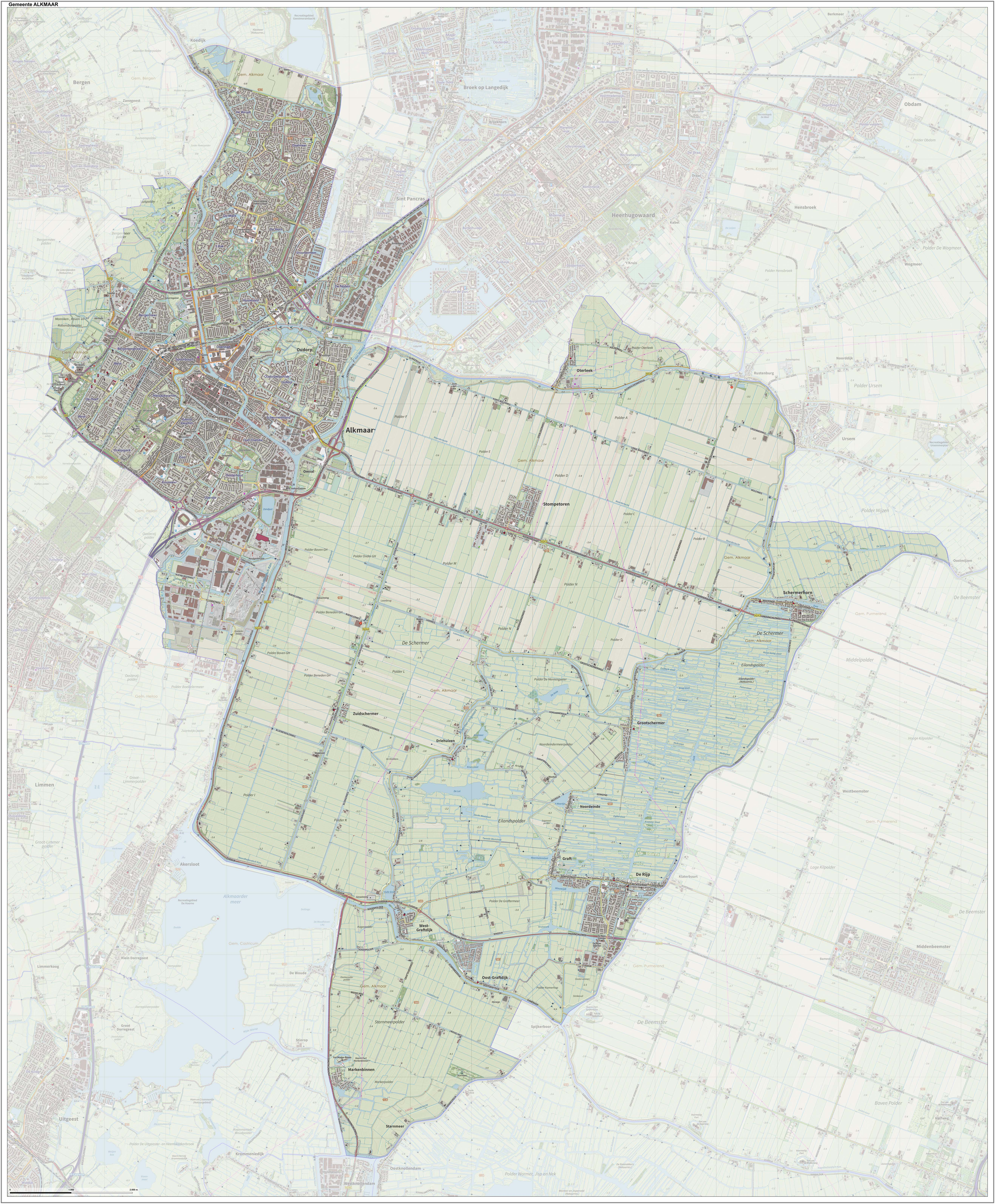
Carte de la commune d'Alkmaar (2020).

La première mention d'Alkmaar date du Xe siècle. Le village, d'abord installé sur un banc de sable légèrement surélevé, lui offrait une protection accrue contre les inondations. Il reçut une charte de privilèges urbains en 1254 devenant ainsi la ville d'Alkmaar.
L'élevage de vaches laitières sur les polders verts et la transformation du lait en fromages à pâtes pressées, facilement transportables au loin sur les navires ou les chariots, a apporté la prospérité à la ville médiévale. Le vendredi est en bonne saison le jour du marché de gros au fromage sur la place du Waagplein. La guilde des porteurs rassemblent différents groupes d'hommes costumés en habit de même coupe et couleur, chargés de porter les fromages, objets de transaction marchande vers la balance communale, accrochée au solive du bâtiment de pesée (ou Waag Gebouw) daté du XIVe siècle. La pesée s'effectue avec les poids publics, sous le regard de l'officier de pesée et des participants autorisés du marché.
En 1492, des événements violents liés à la Révolte du peuple du fromage et du pain ont pris part dans la ville. En conséquence et en représailles, les portes et les remparts de la ville ont été démantelés par Albert III de Saxe.
Alkmaar a été le théâtre de deux batailles décisives au cours de son histoire.
En 1573, pendant la guerre de Quatre-Vingts Ans, Alkmaar faisant partie de la confédération des provinces rebelles, elle fut assiégée par les Espagnols qu'elle repoussa vaillamment. Cependant, les habitants ayant appelé à l'aide Guillaume d'Orange devant la prolongation du siège, celui-ci répondit en faisant ouvrir les écluses pour inonder les terrains environnant la ville. Comprenant le danger, l'armée espagnole conduite par Don Fadrique, fils du Duc d'Albe, leva le siège et engagea un mouvement de retraite. Cette défaite espagnole devant Alkmaar est considérée comme le moment décisif de la guerre de Quatre-Vingts Ans, à partir duquel les confédérés néerlandais prennent l'avantage sur les Espagnols. Elle a donné lieu au dicton néerlandais Bij Alkmaar begint de victorie (« À Alkmaar commence la victoire ») et elle est toujours commémorée chaque 8 octobre, jour de la fin du siège en 1573.
Pendant les guerres de la Révolution française, lors de la bataille d'Alkmaar, le 2 octobre 1799, les généraux Brune et Daendels battirent les Russo-Britanniques, commandés par Frederick, duc d'York et Albany. Brune signa la contestable Convention d'Alkmaar le 18 octobre suivant, le duc d'York s'étant montré meilleur négociateur que général.

## Politique et administration

### Liste des bourgmestres successifs
| Portrait                                                             | Identité                                                               | Période          | Période           | Durée                      | Étiquette                |
| Portrait                                                             | Identité                                                               | Début            | Fin               | Durée                      | Étiquette                |
| -------------------------------------------------------------------- | ---------------------------------------------------------------------- | ---------------- | ----------------- | -------------------------- | ------------------------ |
| Hendrik Wytema                                                       | Hendrik Wytema (d) (2 avril 1906 - 10 juin 1974)                       | 1er juin 1948    | 6 mars 1970       | 21 ans, 9 mois et 5 jours  | Parti travailliste       |
| Roel de Wit                                                          | Roel de Wit (en) (31 mars 1927 - 3 juin 2012)                          | 1970             | 16 août 1976      | 6 ans                      | Parti travailliste       |
| Cees Roozemond                                                       | Cees Roozemond (d) (23 mai 1927 - 18 novembre 2008)                    | 1977             | 1988              | 11 ans                     | Parti travailliste       |
| Jaap Pop                                                             | Jaap Pop (en) (né le 23 juin 1941)                                     | 1988             | 1995              | 7 ans                      | Parti travailliste       |
| Pas de portrait sous licence libre disponible pour Ronald Bandell.   | Ronald Bandell (en) (24 août 1946 - 16 novembre 2015)                  | 1995             | 16 juin 2000      | 5 ans                      | Parti travailliste       |
| Pas de portrait sous licence libre disponible pour Henk Eggermont.   | Par intérim : Henk Eggermont (d) (22 novembre 1951 - 22 décembre 2009) | 16 juin 2000     | 1er janvier 2001  | 6 mois et 16 jours         | Parti travailliste       |
| Pas de portrait sous licence libre disponible pour Marie van Rossen. | Marie van Rossen (d) (née le 27 juillet 1944)                          | 1er janvier 2001 | 1er janvier 2007  | 6 ans                      | Parti travailliste       |
| Pas de portrait sous licence libre disponible pour Piet Bruinooge.   | Piet Bruinooge (d) (né le 19 septembre 1955)                           | 15 janvier 2007  | 30 septembre 2020 | 13 ans, 8 mois et 15 jours | Appel chrétien-démocrate |
| Emile Roemer, 2 juin 2012.                                           | Par intérim : Emile Roemer (né le 24 août 1962)                        | 1er octobre 2020 | 23 juin 2021      | 8 mois et 22 jours         | Parti socialiste         |
| Pas de portrait sous licence libre disponible pour Anja Schouten.    | Anja Schouten (d) (née en 1968)                                        | 23 juin 2021     |                   |                            |                          |

## Lieux et monuments

### Lieux de culte

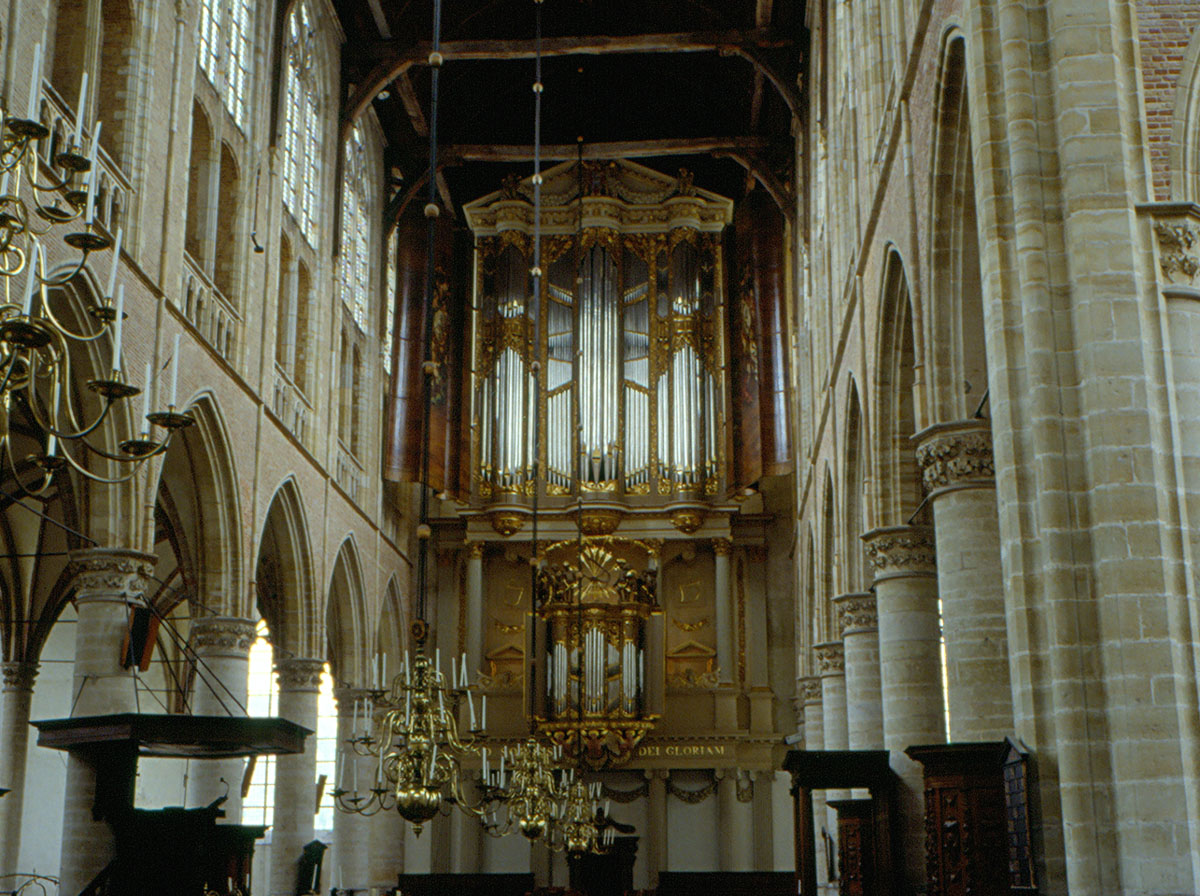
Intérieur de l'église et orgue.

La Grande Église Saint-Laurent, de style gothique, est construite à la fin du XVe et début XVIe siècle.
La Petite église Saint-Laurent, de style néo-gothique, date au XIXe siècle. Saint Laurent était censé protéger les habitants et éleveurs forains des rares périodes trop chaudes, qui faisaient couler les fromages ou favorisaient les incendies, ou véritablement caniculaires qui asséchaient les herbages et les terres en développant les miasmes de mauvais air, tout en assurant un juste ensoleillement et des pluies efficaces en bonne saison.
La ville possède aussi une église baptiste, une église luthérienne et une synagogue.

### Moulins

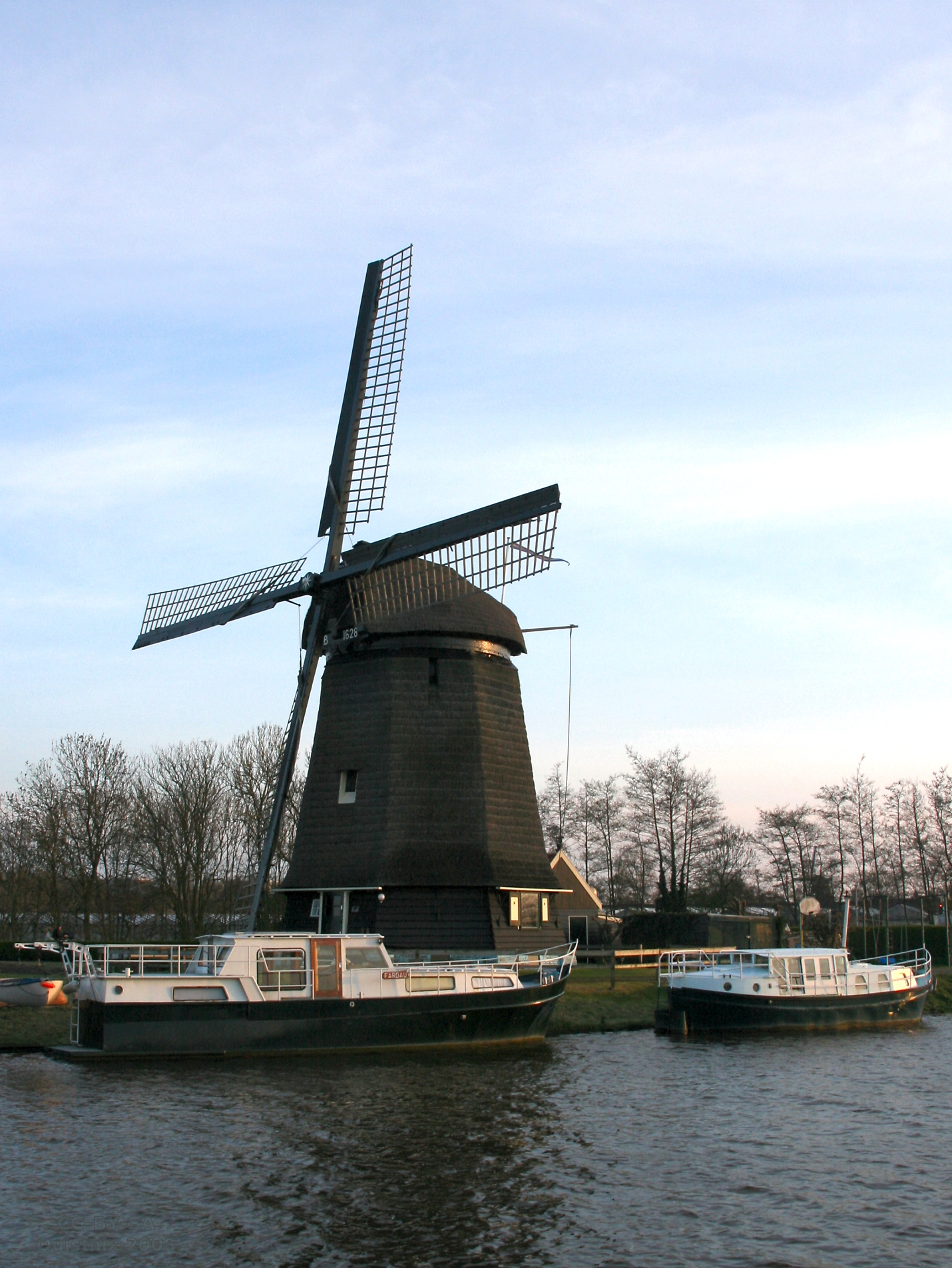
Moulin d'Alkmaar

Les moulins appartiennent à la riche histoire culturelle de la région et se distinguent par une particularité architecturale : la possibilité de modifier leur orientation de l'intérieur. Ils sont en général bien entretenus et ont gardé leur apparence originelle.
La commune d'Alkmaar compte 12 moulins dont le 't Roode Hert, un moulin à grain encore en état de marche : des graines y sont toujours moulues et un petit magasin attenant propose graines, farines et autres produits naturels à la vente. Un projet envisage de le déplacer de 300 mètres, vers le site naturel du polder d'Oudorp afin qu'il bénéficie de plus de vent, compte tenu qu'il est de plus en plus entouré d'habitations, de commerces et d'industries.

### Autres
- L'hôtel de ville construit en 1520 ;
- Le poids public (Waag) construit en 1582.

## Galerie

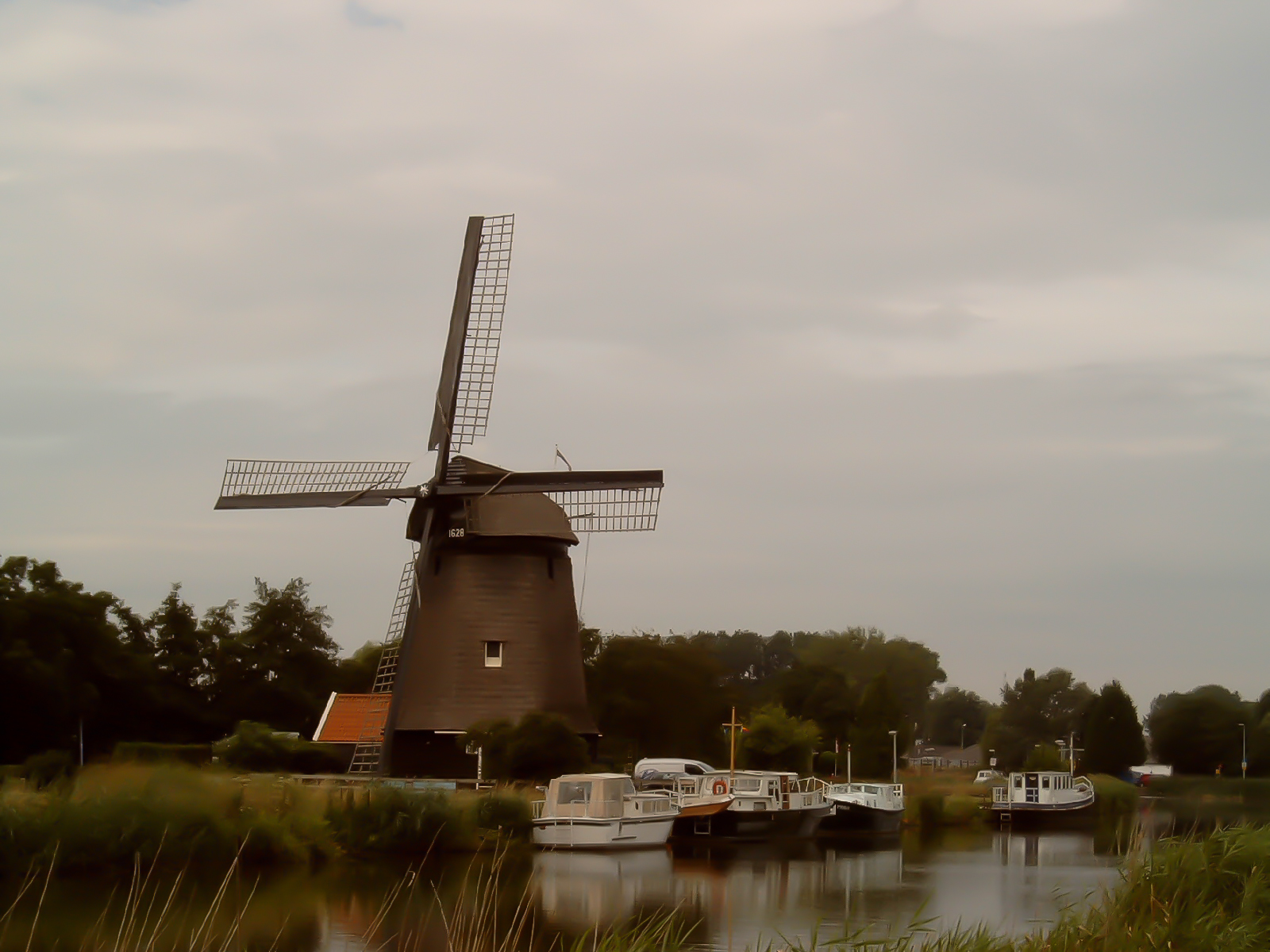
Strijkmolen B (=de Zes Wielen).
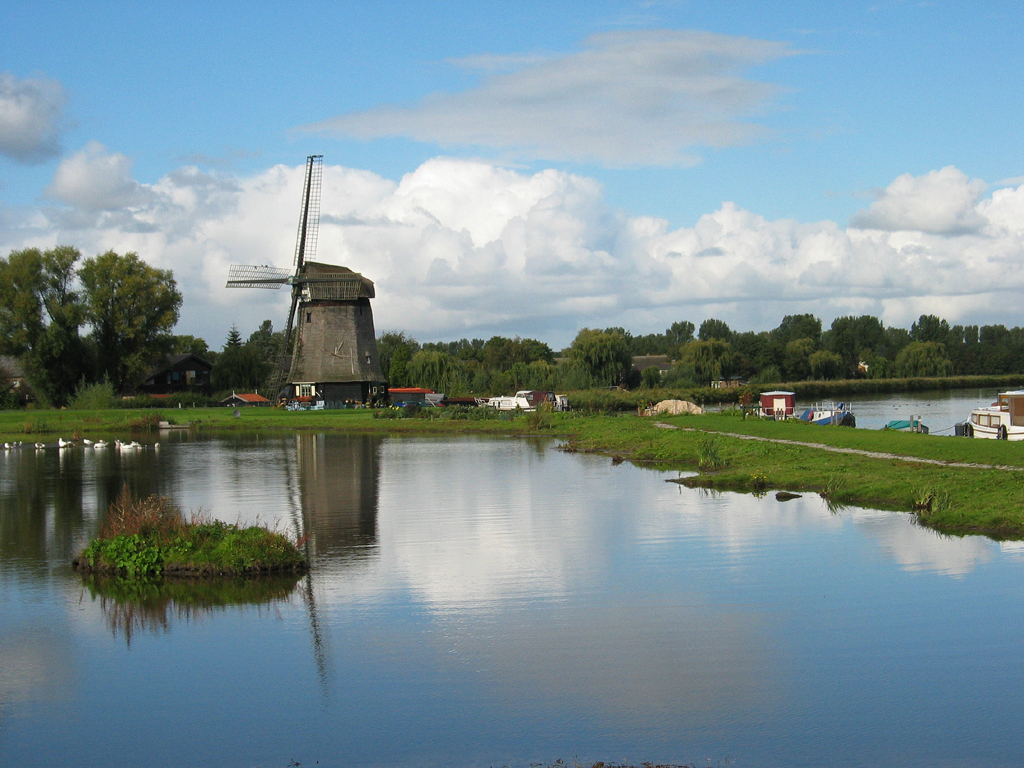
de Ambachtsmolen.
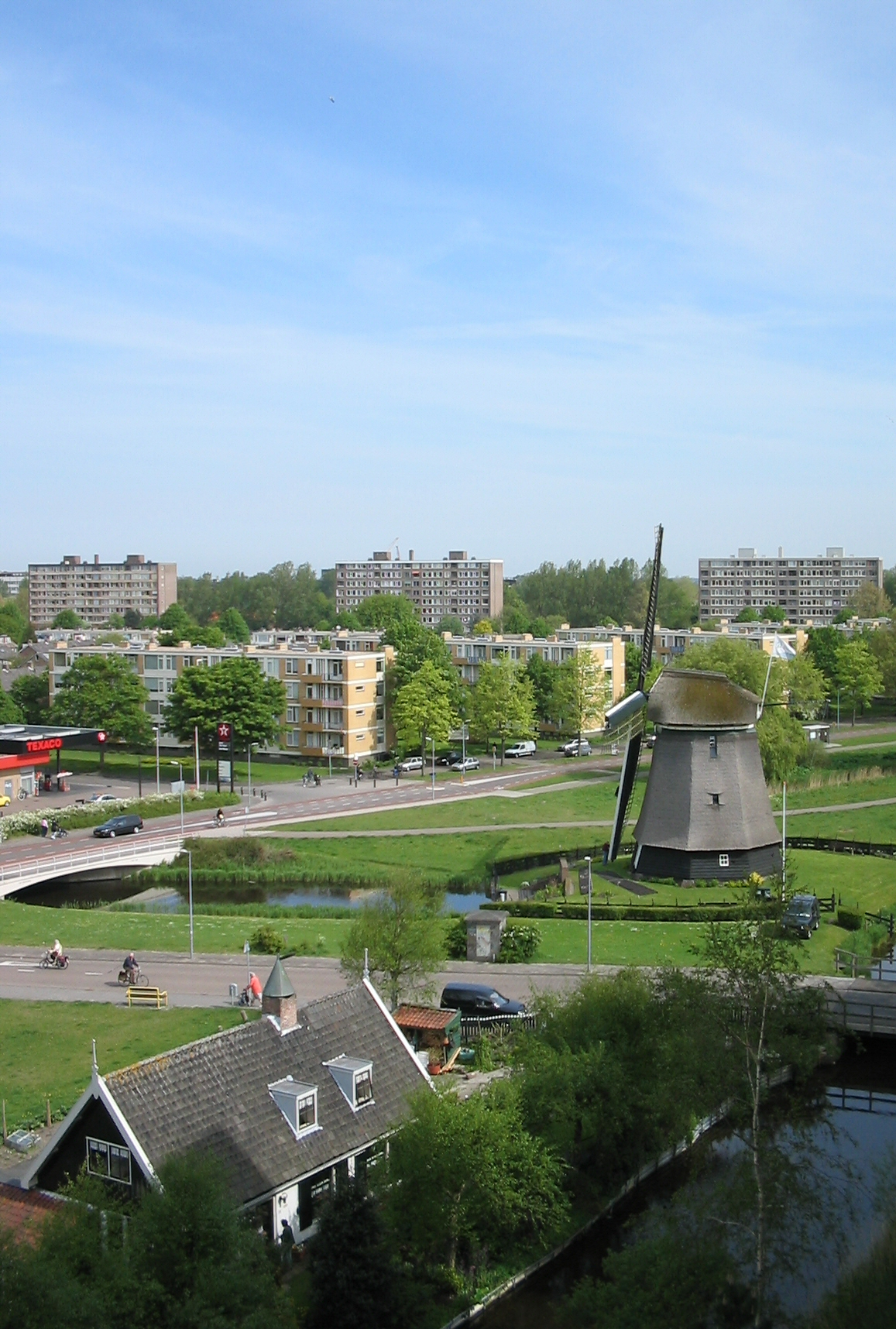
de Geestmolen.
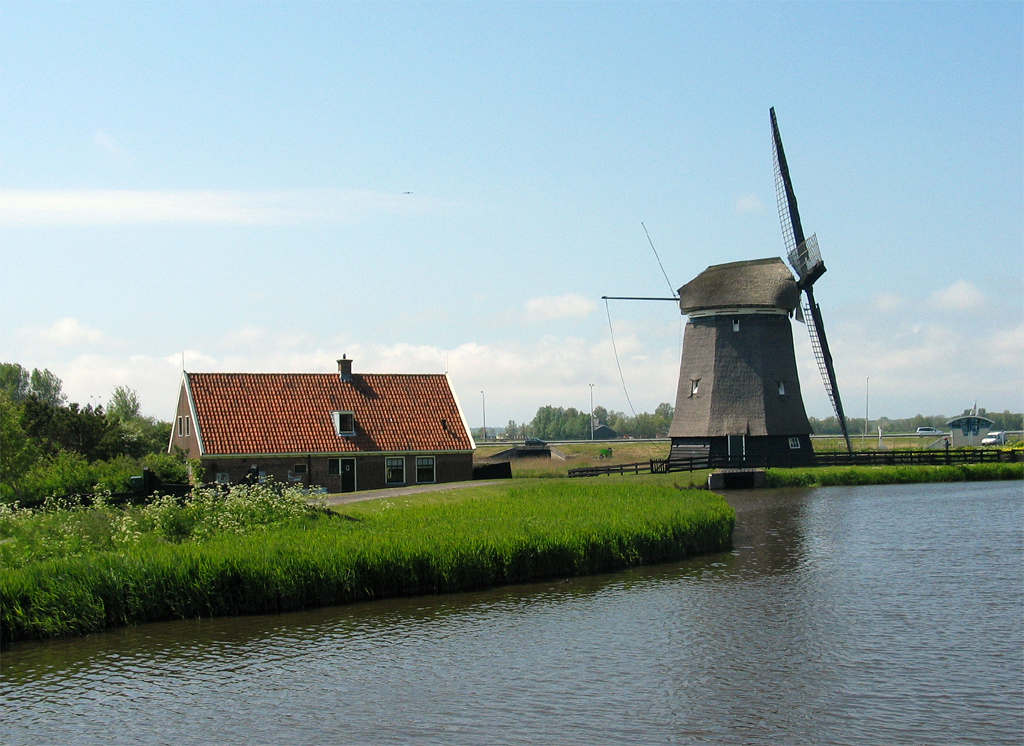
de Viaanse molen.
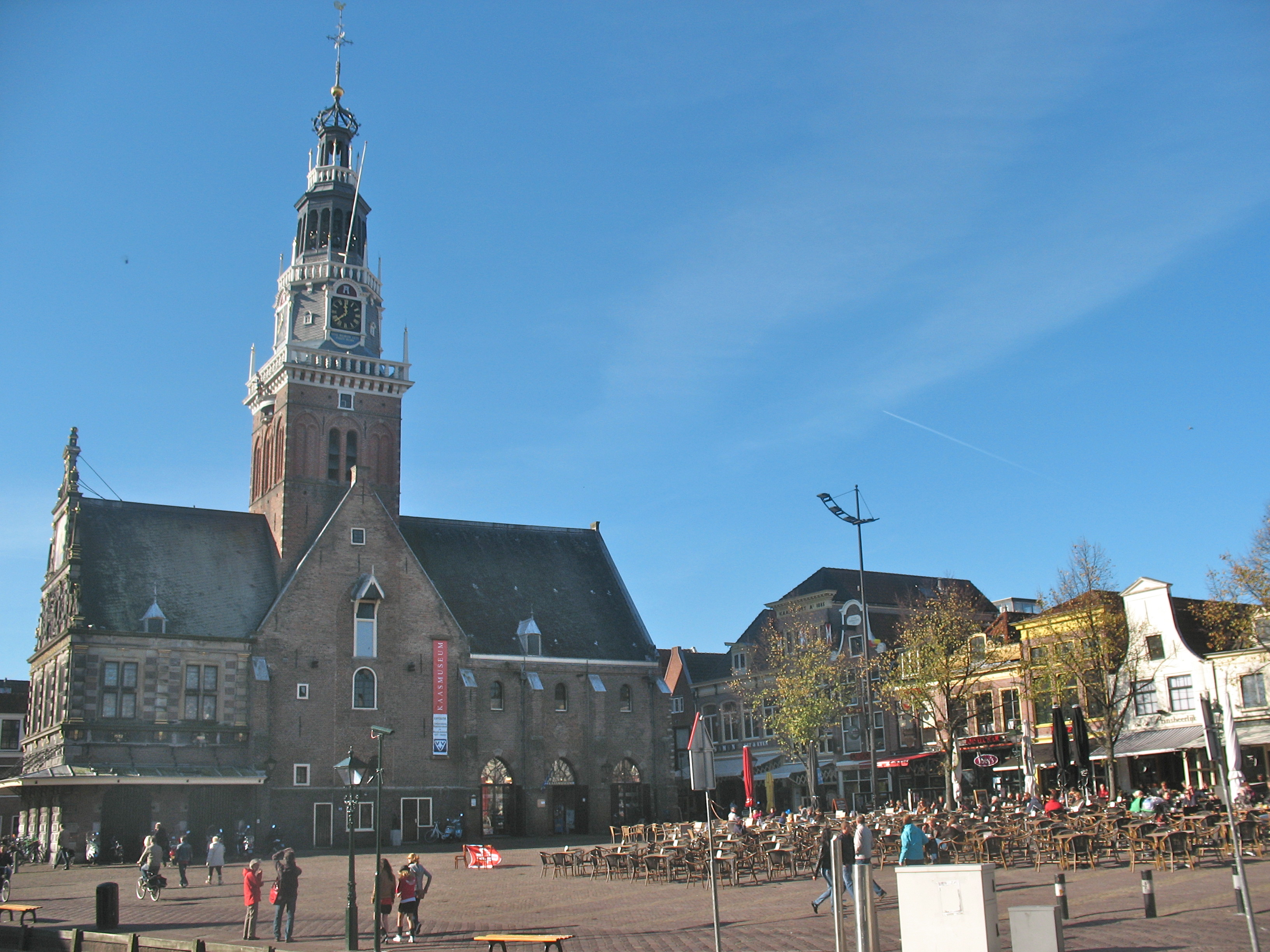
De Waag.
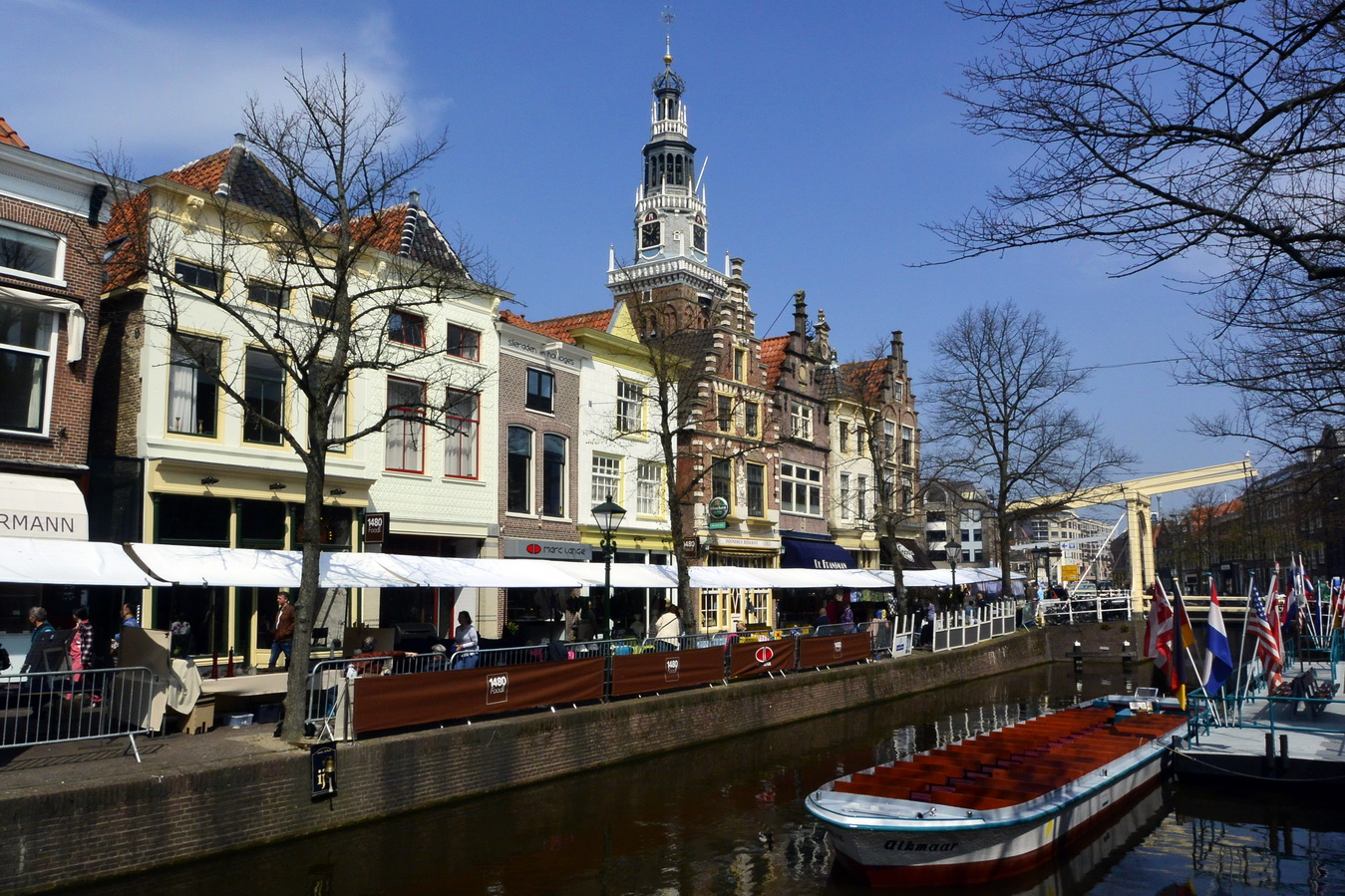
Vieille ville avec « De Waag ».

## Marchés

### Marché aux fromages

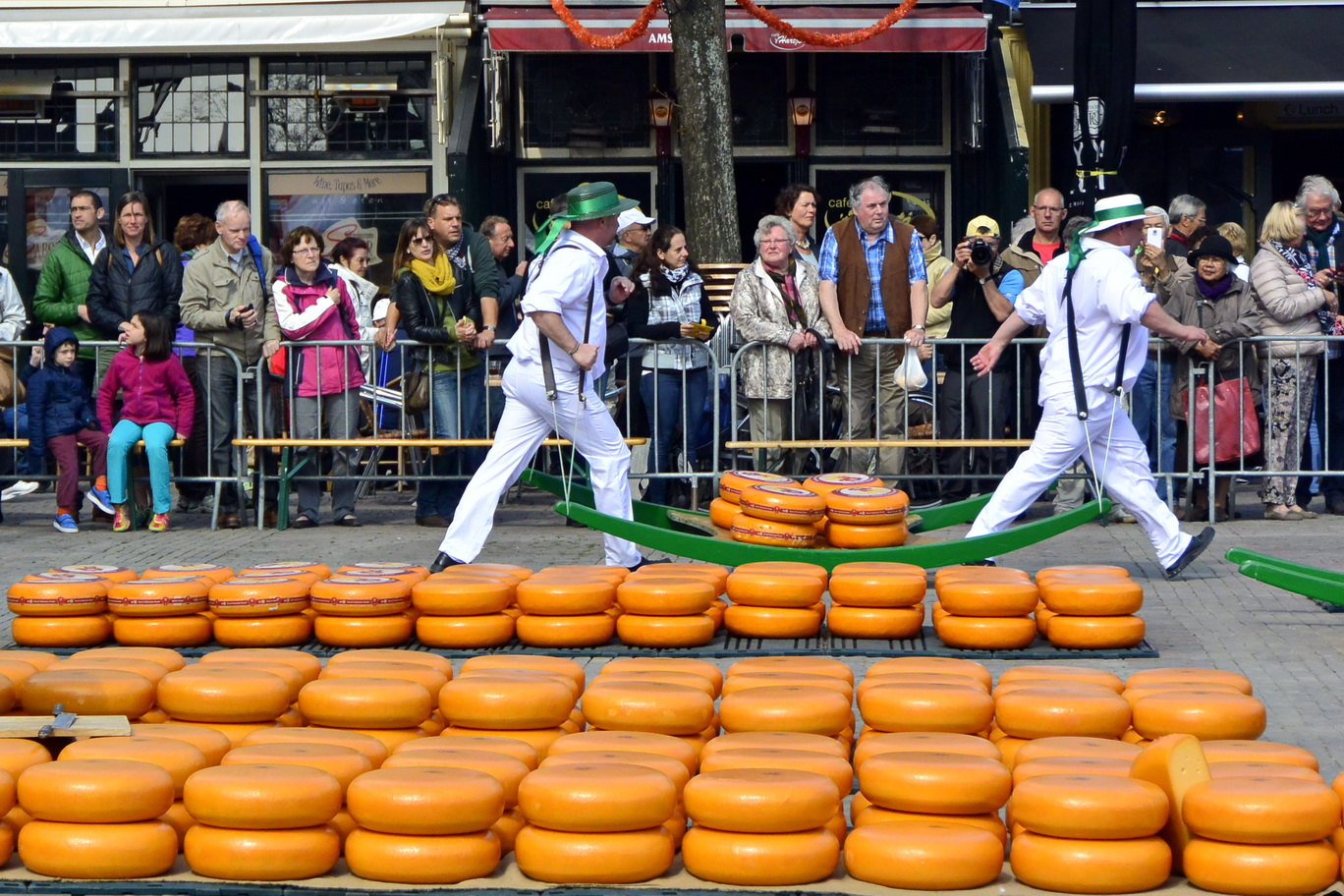
Marché au fromage.

Mondialement connu, il se déroule les vendredis, du premier vendredi d'avril au premier vendredi de septembre, et montre une vente de fromages traditionnelle comme elle se déroulait au XIVe siècle. Mais ce n'est pas seulement du folklore puisque de vrais acheteurs viennent négocier et acheter le fromage aux producteurs.

### Marchés hebdomadaires
- Mardi de 11 h 30 à 15 h 30 sur Frederik Hendriklaan
- Mercredi de 8 h à 12 h sur Nijenburgplein
- Mercredi de 12 h 30 à 17 h sur Europaplein
- Samedi de 8 h à 17 h sur Gedempte Nieuwesloot et Kerkplein

### Marchés annuels
- Marché agricole et Marché aux tissus le dernier mercredi de septembre
- Marché de Noël vers mi-décembre

## Sports
Alkmaar est le siège de l'équipe du AZ, résultant de la fusion en 1967 des deux clubs de football professionnels Alkmaar'54 et FC Zaanstreek.

## Jumelages
| Ville | Ville     | Pays | Pays           | Période                  |
| ----- | --------- | ---- | -------------- | ------------------------ |
|       | Bath      |      | Royaume-Uni    | depuis 1945              |
|       | Bergama,  |      | Turquie        | depuis le 9 février 2001 |
|       | Darmstadt |      | Allemagne      | depuis septembre 1959    |
|       | Kunming,  |      | Chine          | depuis le 22 mars 2013   |
|       | Tata      |      | Hongrie        | depuis septembre 1985    |
|       | Troyes,   |      | France         | depuis le 28 juin 1958   |
|       | Uitenhage |      | Afrique du Sud | depuis 1993              |

## Personnalités liées à la commune
- Henri d'Alkmaar, poète du XVe siècle, y est né.

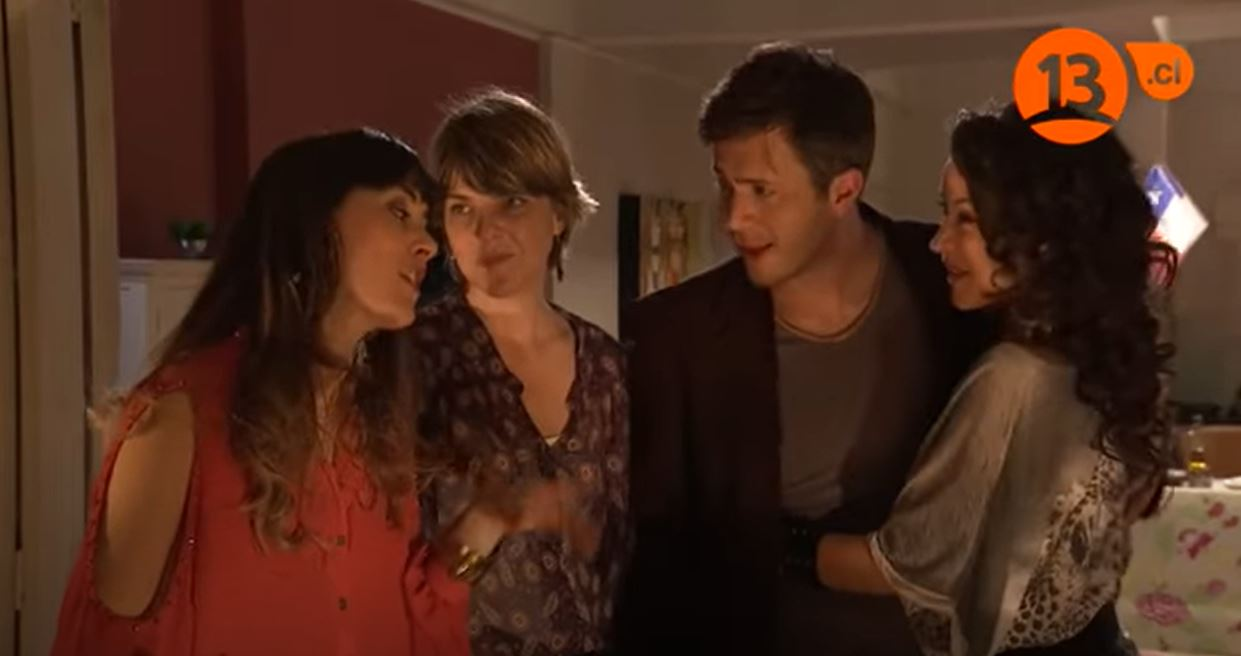
Lorena Bosch, Aranzazu Yankovic, Roderick Teerink et Loreto Aravena (Soltera Otra Vez - 2013)

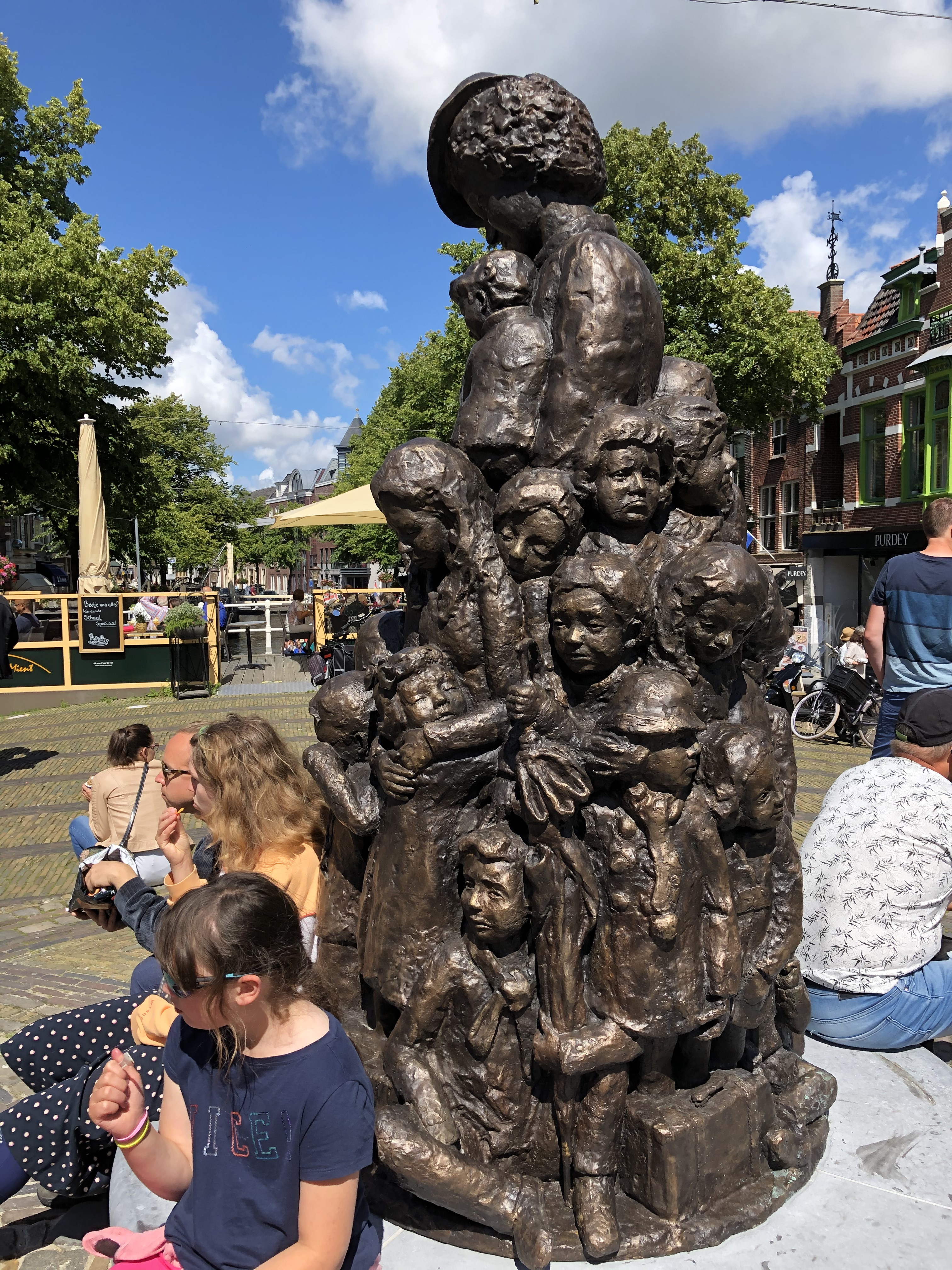
Statue de Geertruida Wijsmuller-Meijer à Alkmaar.

- Jacques ou Jacob Metius, frère d'Adrien Metius (voir aussi Jacob Metius), opticien et inventeur très probable de la lunette astronomique, y est né après 1571, puis y a vécu jusqu'à la fin de sa vie (entre 1624 et 1631).
- Cornelis Drebbel (1572, Alkmaar - 1633, Londres), inventeur, physicien et mécanicien hollandais
- Joachim Nuhout van der Veen (1756-1833), homme politique néerlandais, député de 1796 à 1801 puis bourgmestre de la ville de 1822 à 1824.
- Jan Cornelis Hofman (1819-1882), peintre néerlandais qui est né, a vécu et travaillé et est mort dans la ville.
- Cornelia de Lange (1871-1950), pédiatre connue pour sa description du syndrome de Cornelia de Lange.
- Geertruida Wijsmuller-Meijer (1896-1978), née à Alkmaar, Juste parmi les nations, sauveteuse de 10 000 Juifs avant et pendant la Seconde Guerre mondiale ;
- Mark Brusse, peintre et sculpteur, né en 1937 dans la commune.
- Marlies van Alcmaer (1938-), actrice néerlandaise.
- Joseph Maria Punt, né en 1947, évêque d'Amsterdam.
- Roderick Teerink, acteur et producteur de musique néerlandais/argentin[14].
- Bram de Groot, coureur cycliste néerlandais.
- Julia Dozsa, architecte et designer.
- Sander van Amsterdam, acteur, né en 1988.
- Harm Ottenbros (1943-2022), coureur cycliste néerlandais.

## Liens externes

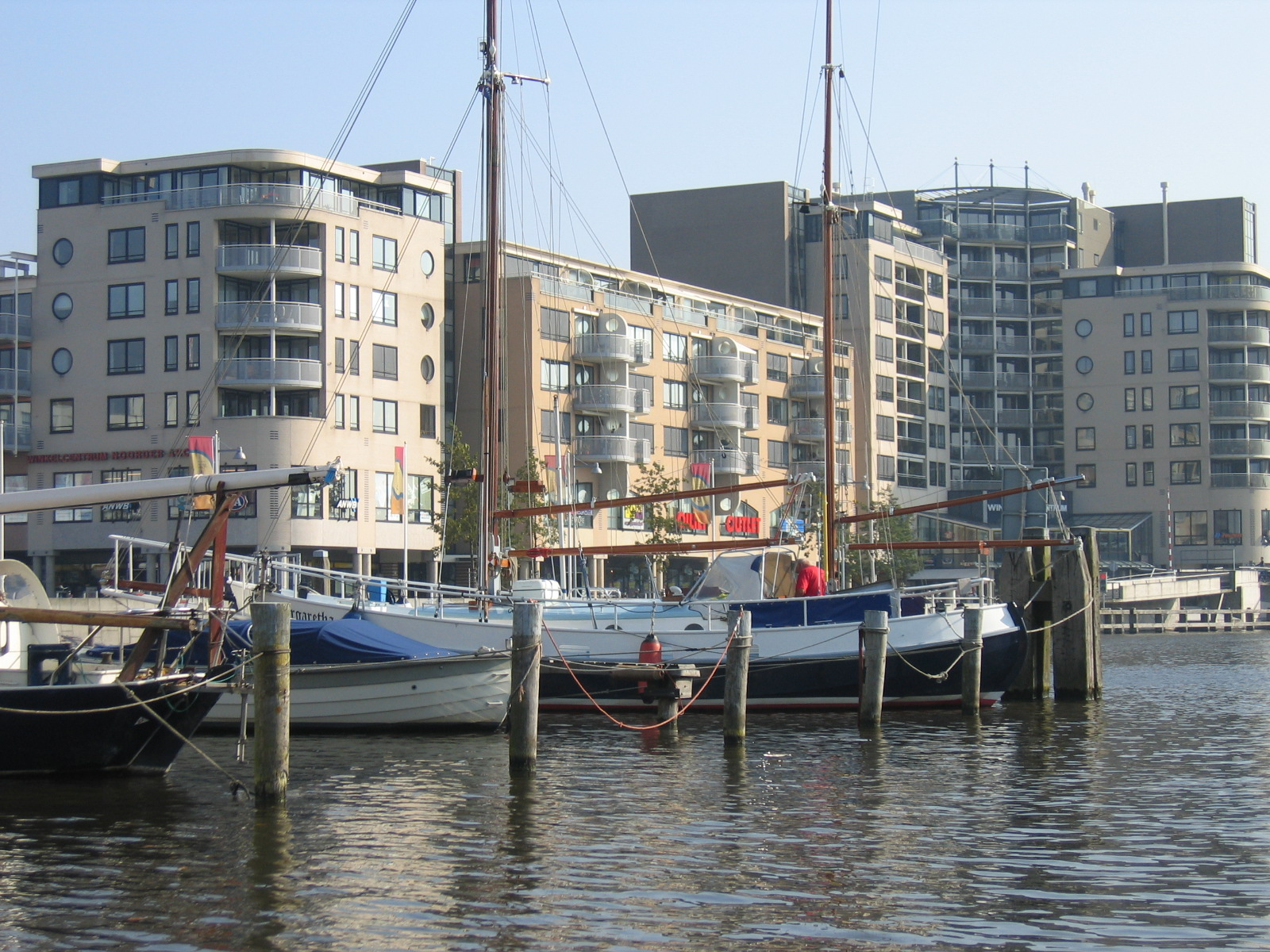
Vue de la ville d'Alkmaar